# Montchamp (Cantal)
Montchamp (okzitanisch Montchalm) ist ein zentralfranzösischer Ort und eine Gemeinde mit 142 Einwohnern (Stand 1. Januar 2022) im Département Cantal in der Region Auvergne-Rhône-Alpes (vor 2016 Auvergne). Die Gemeinde gehört zum Arrondissement Saint-Flour und zum Kanton Saint-Flour-1.

## Lage
Montchamp liegt etwa 60 Kilometer ostnordöstlich von Aurillac. Umgeben wird Montchamp von den Nachbargemeinden Tiviers im Westen und Norden, Lastic im Norden, Soulages im Nordosten, Védrines-Saint-Loup im Osten und Südosten sowie Vabres im Süden.

## Bevölkerungsentwicklung
| Jahr                       | 1962 | 1966 | 1975 | 1982 | 1990 | 1999 | 2006 | 2011 | 2019 |
| Einwohner                  | 241  | 213  | 168  | 153  | 147  | 124  | 130  | 132  | 140  |
| Quellen: Cassini und INSEE |      |      |      |      |      |      |      |      |      |

## Sehenswürdigkeiten
- Kirche Saint-Jean-Baptiste
- Kommende des Johanniterordens